# غافي (إيطاليا)
غافي (بالإيطالية: Gavi)‏ هي بلدية في مقاطعة ألساندريا في إقليم بييمونتي في إيطاليا.